# The Best of Scorpions Vol. 1
The Best of Scorpions Vol. 1 – kompilacja utworów zespołu Scorpions wydana w 1978 roku. Zawiera utwory z płyt od Fly to the Rainbow do Taken by Force.

## Lista utworów
| 1.  | "Steamrock Fever" (z albumu Taken by Force)           | 3:35  |
|     |                                                       |       |
| 2.  | "Pictured Life" (z albumu Virgin Killer)              | 3:21  |
|     |                                                       |       |
| 3.  | "Robot Man" (z albumu In Trance)                      | 2:42  |
|     |                                                       |       |
| 4.  | "Backstage Queen" (z albumu Virgin Killer)            | 3:12  |
|     |                                                       |       |
| 5.  | "Speedy's Coming" (z albumu Fly to the Rainbow)       | 3:35  |
|     |                                                       |       |
| 6.  | "Hell Cat" (z albumu Virgin Killer)                   | 2:54  |
|     |                                                       |       |
| 7.  | "He's a Woman, She's a Man" (z albumu Taken by Force) | 3:14  |
|     |                                                       |       |
| 8.  | "In Trance" (z albumu In Trance)                      | 4:43  |
|     |                                                       |       |
| 9.  | "Dark Lady" (z albumu In Trance)                      | 3:25  |
|     |                                                       |       |
| 10. | "The Sails of Charon" (z albumu Taken by Force)       | 4:24  |
|     |                                                       |       |
| 11. | "Virgin Killer" (z albumu Virgin Killer)              | 3:41  |
|     |                                                       |       |
|     |                                                       | 38:46 |
|     |                                                       |       |